# 158899 Меллорівалі
158899 Меллорівалі (158899 Malloryvale) — астероїд головного поясу, відкритий 17 серпня 2004 року.
Тіссеранів параметр щодо Юпітера — 3,535.